# Friedrich Ulrich (Cirksena)
Friedrich Ulrich Cirksena (* 31. Dezember 1667; † 13. März 1710 in Norden) war holländischer Generalleutnant der Kavallerie und Graf in Ostfriesland, Erbe von Criechingen und der Herrschaften Saarwellingen, Crieching, Puttlingen und Rollingen.
Friedrich Ulrich war der zweite Sohn von Edzard Ferdinand (* 12. Juli 1636, † 1. Januar 1668) und dessen Ehefrau Gräfin Anna Dorothea  von Criechingen (* 1645; † 20. Mai 1705), der Erbtochter des Grafen Albrecht Ludwig von Criechingen († 1651) und Agatha von Kyrburg.
Seinen Vater hat Friedrich Ulrich nie kennengelernt, da Edzard Ferdinand einen Tag nach der Geburt seines Sohnes verstarb. Als jüngstes Kind widmete sich Friedrich Ulrich sich schon früh den Kriegsdiensten. Er kämpfte in holländischen Diensten gegen die Franzosen und wurde weniger durch seine Kriegskunst als durch seinen Mut bekannt. Es gelang ihm aber bis zum Generalleutnant der Kavallerie aufzusteigen. In der Schlacht bei Neerwinden im Jahr 1693 rettete er dem englischen König Wilhelm von Oranien das Leben. Er kämpfte später auch im Spanischen Erbfolgekrieg.
Auch sein Privatleben war sehr stürmisch. Er spielte gerne und um hohe Einsätze, was ihn wiederholt in Geldnot brachte. Er hatte aber ein gutes Verhältnis zu den Ständen, die ihm immer wieder aushalfen.
Sein Vetter – der regierende Fürst Christian Eberhard – verheiratete den Grafen an seine Tochter Marie Charlotte (* 10. April 1689, † 9. Dezember 1761). Die Hochzeit fand kurz nach seinem Tod am 10. April 1709 statt. Der Ehe entstammt als einziges Kind die Tochter Christine Louise (* 1. Februar 1710, † 12. Mai 1732), die 1726 den Grafen Johann Ludwig zu Wied-Runkel (* 30. Mai 1705 † 18. Mai 1762) heiratete. Der Graf starb kurz nach der Geburt der Tochter am 13. März 1710.